# ジェシー・マヘロナ
ジェシー・スティーブン・カウアナニ・マヘロナ（Jesse Steven Kahuanani Mahelona, 1983年4月7日 - 2009年9月5日）はハワイ州カイルア・コナ出身のアメリカンフットボール選手。
高校時代にはディフェンシブエンド、フルバックとして起用され3年次にはハワイ州のファーストチームにも選ばれた。
オレンジコースト短大に進学し、その後テネシー大学に編入学した3年次の2004年には5サックを記録しスポーティング・ニュースによってオールアメリカンに選ばれ、サウスイースタン・カンファレンスのセカンドチームにも入った。2年間で24試合に出場し（その内の22試合に先発出場）、77タックル（この内26.5タックルはロスタックル）、7サック、QBにプレッシャーをかけること16回を記録した。2004年に彼が記録した18.5回のロスタックルはレナード・リトル（25タックル、1995年）、レジー・ホワイト（24タックル、1983年）、トッド・ケリー（21タックル、1992年）、ジョン・ヘンダーソン（20タックル、2000年）、ショーン・エリス（19.5タックル、1999年）に次ぐテネシー大学史上6番目の記録であった。
2006年のNFLドラフトの5巡目にテネシー・タイタンズに指名されて入団した。10試合に出場しその内の1試合では先発出場したが2007年9月11日にチームからカットされた。その後、マイアミ・ドルフィンズに加入したが同年10月24日にウェーバー公示で放出された。ロッド・コールマンが故障者リスト入りしたアトランタ・ファルコンズと11月20日に契約したが12月29日にはカットされた。
2008年8月7日にはジャクソンビル・ジャガーズと契約したが8月30日にはカットされシーズン開幕戦のロースターに残ることはできなかった。
2009年9月5日、ハワイで交通事故によって亡くなった。マヘロナの車は高速で重機に衝突しており警察によるとアルコールが検出されシートベルトが着用されていなかったため車外に放り出されていた。